# Miguel Facussé Barjum

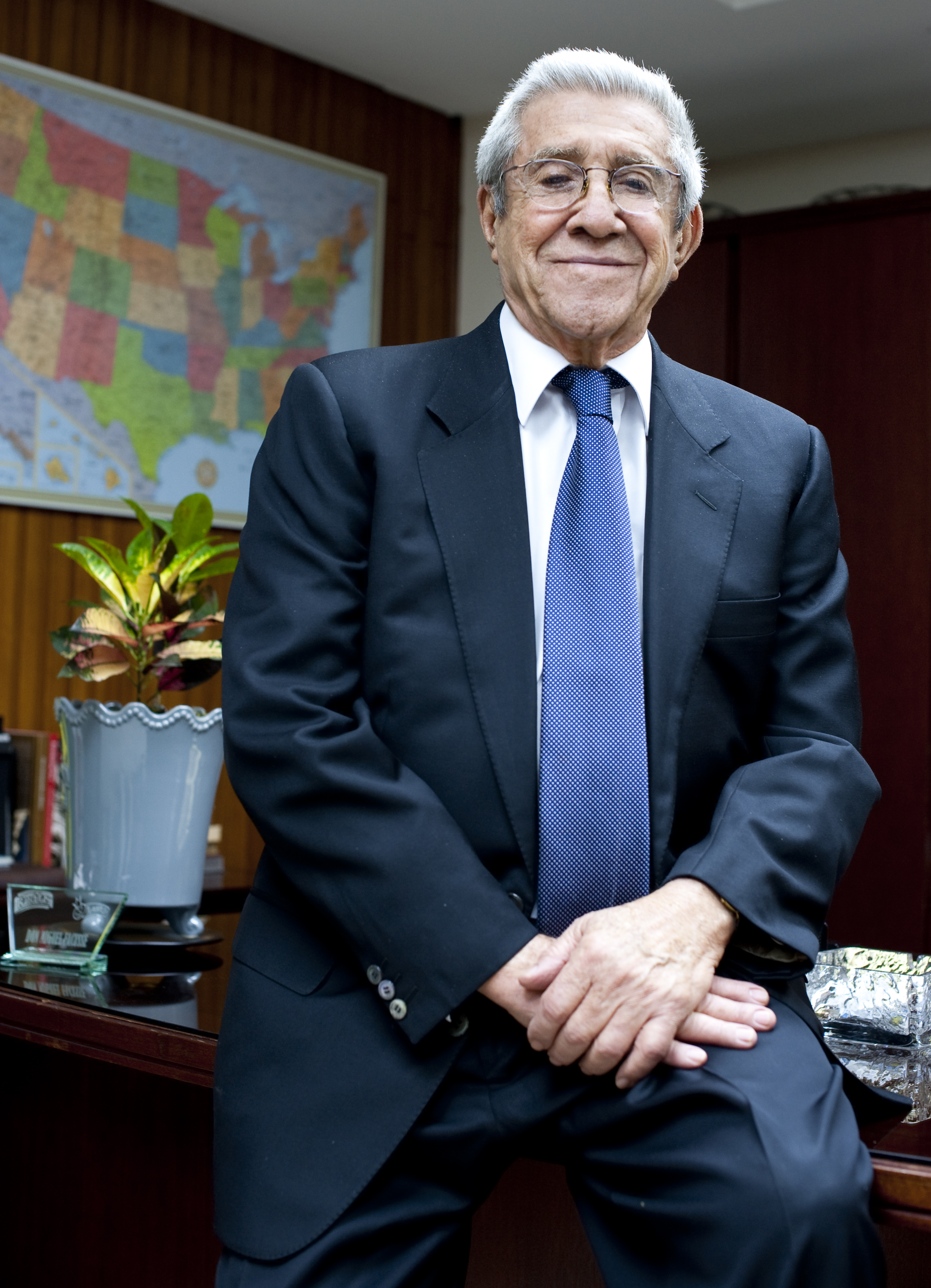
Miguel Facussé Barjum (2014)

Miguel Facussé Barjum (* 14. August 1924 in Tegucigalpa; † 22. Juni 2015 ebenda) war ein honduranischer Unternehmer. 

## Leben
Miguel Facussé Barjum war ein Bruder von Margarita Facussé Barjum, der Mutter von Carlos Roberto Flores Facussé.
Er war mit der Costa-Ricanerin Vera Saénz de Facussé verheiratet, mit der er fünf Kinder bekam.
Facussé studierte an der Universidad de Notre Dame de South Bend in Indiana.
1954 gewährte ihm die Interamerikanische Entwicklungsbank einen Kredit über 375.000 US-Dollar.
1960 gründete er die Corporación Dinant, an der er zuletzt die Aktienmehrheit hielt.
1974 betrieb er die Seifensiederei Químicas Dinant, die im Rahmen von Förderprogrammen 
zur Importsubstitutionspolitik und staatlicher Hilfe über die Corporación Nacional de Inversiones (CONADI) dominierend wurde. Ende der 1970er-Jahre wurde er Mitglied in der Asociación para el Progreso de Honduras (APROH), einem Verband aus Unternehmern und Militärs. Er war Präsident des Markenunternehmens Cressida, das er 2003 an Unilever verkaufte.
Seine Einzelhandelsunternehmen für Konsumgüter und in Palmöl gebratene Beilagen haben Filialen in Zentralamerika, Panama und Mexiko. Seine Unternehmen konfektionieren mehr als 350 verschiedene Artikel.
Mit 17.000 Hektar im Wert von 34 Millionen US-Dollar und etwa 7000 Beschäftigten war er Eigentümer der ausgedehntesten Ölpalmen-Plantagen in Zentralamerika. Er verfolgte eine aggressive Unternehmensstrategie und plante weitere 20.000 Hektar für 200 Millionen US-Dollar mit Ölpalmen zu bepflanzen. Von Kritikern wurde ihm vorgeworfen, Kooperation zu belohnen und Opposition mit Mord zu befrieden. Der Ertrag aus den Ölpalmen entsprach 2005 etwa 10 Prozent des Bruttoinlandsprodukts von Honduras.

## Unternehmen
- Chemieindustrie: Químicas Magna, Químicas Láser
- Bankenwesen: Cressida Industrial, Grupo Dinant, die frühere Corporación Cressida deren Vorstand er war.
- Getränke und Lebensmittel: Alimentos Dixie, Frutas y vegetales Áltima
- Export: Exportadora del Atlántico
- Agrartreibstoffe: Dinapower
- Einzelhandel: Xedex, Audaz und Ganex.[3]

## Kritik
In Tocoa im Departamento Colón kritisierte der Bürgermeisterkandidat Carlos Alfonso Escaleras Mejía eine von Facussé beabsichtigte Plantage für Ölpalmen – ihm wurden drei Millionen Lempiras geboten. Als er weiter Kritik übte, wurde er erschossen. Die Richterin Ana Pineda stellte im November 2000 einen Haftbefehl zu diesem Tötungsdelikt gegen Facussé aus, woraufhin ihr der Fall entzogen wurde.